# Fuoco

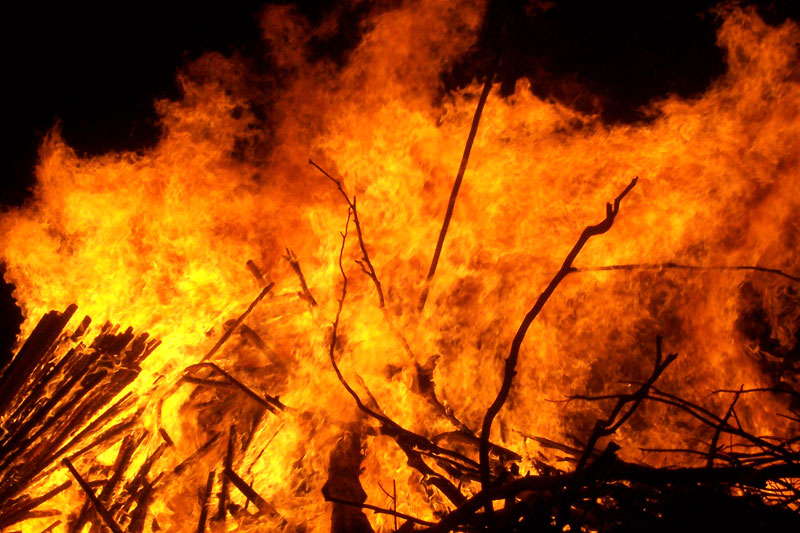
Fuoco associato a un incendio.

Il fuoco è l'effetto di una combustione in cui si ha la manifestazione di un bagliore brillante (detto "fiamma") in concomitanza con il rilascio di una grande quantità di calore e di gas. Tale processo consiste in una reazione di ossidazione esotermica irreversibile, durante la quale un combustibile si converte in prodotti gassosi (in genere anidride carbonica, monossido di carbonio e vapor acqueo).
Quando il fuoco si propaga in maniera incontrollata provocando danno a cose o persone si parla di "incendio".

## Etimologia
Il termine "fuoco" deriva dal termine latino focus che indicava in origine il focolare e a mano a mano sostituì, specie nell'ambito popolare, il termine ignis che possedeva il vero significato di fuoco. Secondo le ricostruzioni linguistiche sembra sia collegato al verbo latino foveo e al greco φῶς, phṑs, ossia «luce».

## Storia

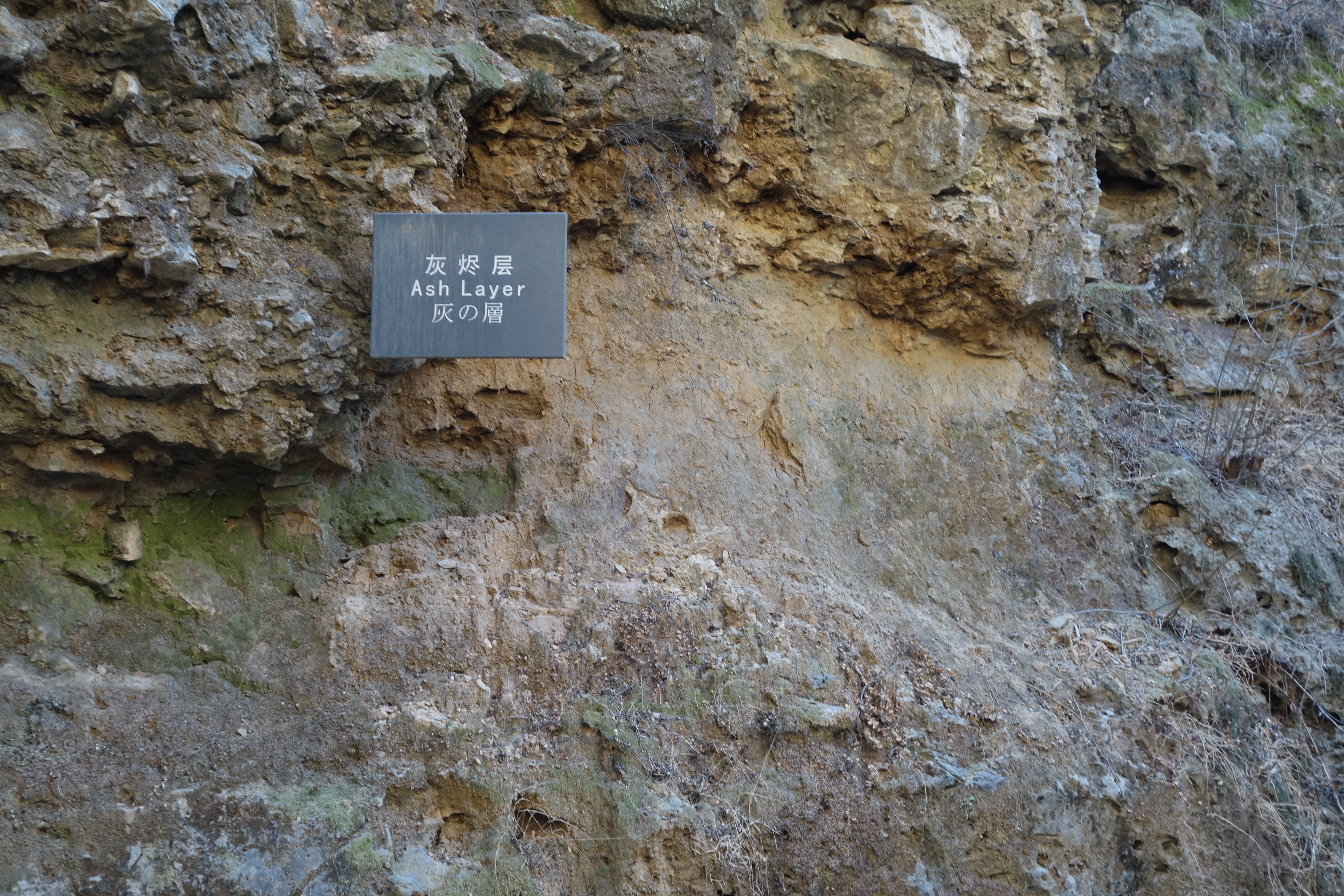
Il sito archeologico di Zhoukoudian dove sono stati ritrovati resti di cenere prodotti dall'opera dell'Homo erectus.

Controllare il fuoco è stata una delle prime grandi conoscenze apprese dal genere umano, e molto probabilmente quella più utile nella lotta per la sopravvivenza dei primi ominidi, nonché nel successivo impatto di modificazione degli ecosistemi e del clima. L'abilità nel controllare il fuoco è una delle principali caratteristiche che distinguono l'uomo dagli altri animali. La capacità del fuoco di generare luce e calore ha reso possibili migrazioni verso climi più freddi e ha dato agli uomini la possibilità di cuocere il cibo.
I segnali prodotti con il fuoco - così come quelli ottenuti con il relativo fumo - costituirono un primitivo utilizzo del fuoco come mezzo di comunicazione. L'utilizzo del fuoco per la cottura dell'argilla nei tempi antichi ha portato all'invenzione della ceramica: in alcuni siti archeologici della Repubblica Ceca sono stati trovati reperti in argilla cotta risalenti a circa 26.000 anni fa. Il fuoco inoltre ha reso possibile lo sviluppo della metallurgia.
Il controllo del fuoco prevede tre tappe: conservazione del fuoco, trasporto del fuoco, produzione del fuoco. Si suppone che il passaggio da una tappa all'altra abbia richiesto alcune decine di migliaia di anni. L'esperienza diretta nella conservazione, trasporto e produzione del fuoco suggerisce che questi importanti momenti nella storia dell'umanità siano avvenuti grazie all'intuizione, e non alla casualità.
Non si conosce con esattezza il periodo in cui l'uomo abbia iniziato a domesticare il fuoco. Una testimonianza certa si trova in una caverna a Zhoukoudian (in Cina) dove sono presenti resti di combustione da parte di Homo erectus risalenti a circa 400.000 anni fa. Allo stesso periodo risalgono altre testimonianze di uso del fuoco in un sito archeologico in Torralba (Spagna).
L'Homo sapiens ha quindi continuato ad usare il fuoco come uno strumento fondamentale nell'amministrazione del territorio. Ad esempio le immense praterie nel Nord America sono il risultato delle pratiche degli indiani d'America di appiccare il fuoco alle foreste allo scopo di favorire il pascolo dei bisonti. In maniera analoga gli aborigeni dell'Australia fino all'Ottocento svolgevano pratiche di deforestazione allo scopo di favorire la caccia di selvaggina.

## Elementi essenziali

Il triangolo del fuoco

Sebbene la reazione di combustione da cui ha origine il fuoco sia "autoalimentata" (cioè utilizza il calore svolto dalla reazione stessa per procedere) perché tale reazione abbia inizio è necessario una fonte di innesco, che può essere costituito ad esempio da un fiammifero o accendino. Una volta che la reazione di combustione ha inizio, l'azione dell'innesco non è più necessaria in quanto il combustibile bruciando fornisce l'energia necessaria al proseguimento della reazione, che continua finché tutto il combustibile non è stato consumato. L'innesco, assieme al combustibile e al comburente (in genere ossigeno) costituiscono il cosiddetto "triangolo del fuoco" e sono gli elementi necessari perché una reazione di combustione abbia luogo.

## Effetti associati al fuoco

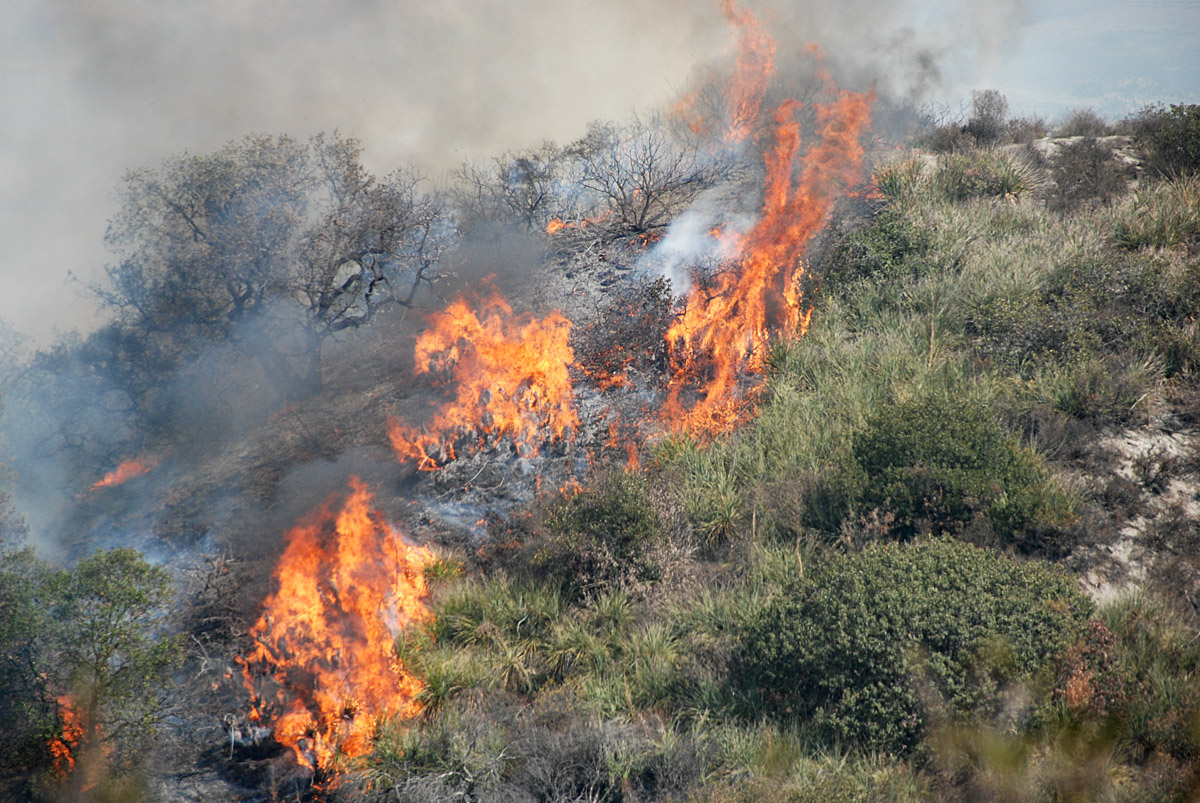
Fiamme e fumo in concomitanza di un incendio boschivo.

Gli elementi caratteristici del fuoco sono le fiamme, il rilascio di calore e dei gas prodotti dalla combustione. A tali effetti possono aggiungersi altri effetti secondari, che si realizzano solo in presenza di determinate condizioni.
Uno di tali effetti è il fumo, che ha luogo quando parte dei prodotti della combustione formano delle particelle solide finissime che vengono trascinate dai gas prodotti dalla combustione.
Inoltre se la reazione di combustione avviene in maniera improvvisa può avere luogo un'esplosione: in tal caso oltre alle fiamme e al rilascio di calore si hanno improvvise e pericolose variazioni di pressione che costituiscono la cosiddetta "onda d'urto", che si propaga nell'aria ad elevata velocità.

## Metodi per produrre il fuoco
(Detto popolare)

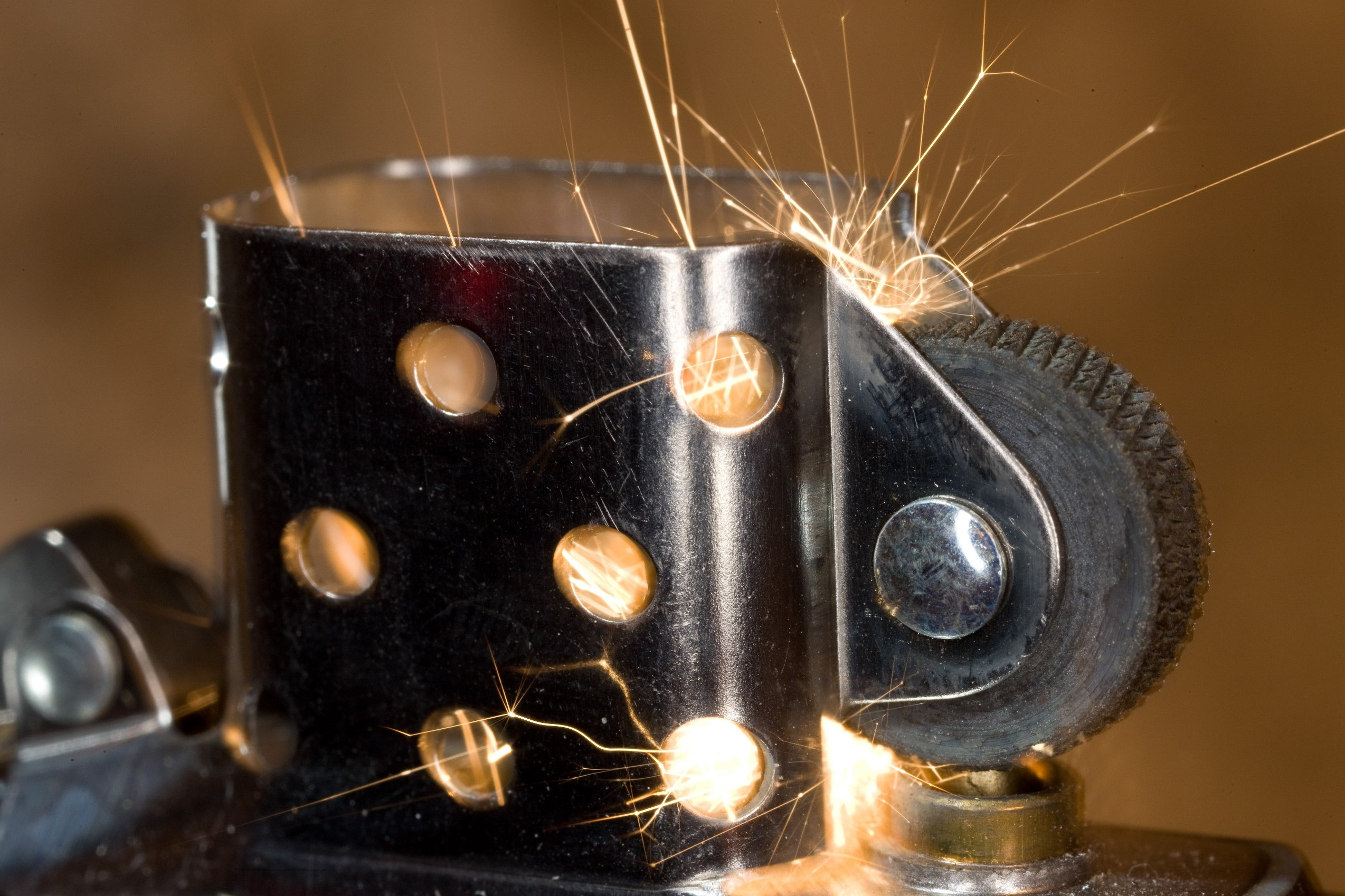
Scintille prodotte dallo sfregamento della pietra focaia di un accendino.

Il fuoco può essere prodotto attraverso procedimenti di natura meccanica o fisica.
Tra i metodi meccanici si annoverano:
- frizione o confricazione: ottenuta sfregando due legnetti, uno più duro e uno più morbido finché non si genera il calore necessario ad innescare la combustione;[3]
- percussione: consiste nel percuotere un frammento di pietra focaia (ad esempio selce piromaca) in modo da generare una scintilla che viene diretta sull'"esca", costituita da paglia o altro materiale facilmente infiammabile.[3] Sullo stesso meccanismo si basa l'accendino, in cui l'esca è sostituita da gas infiammabile.

Tra i metodi fisici si annoverano:
- la concentrazione dei raggi solari in un punto, per mezzo di uno specchio o una lente (messa a fuoco);[3]
- l'uso di scintille elettriche come fonte di innesco;[3] i comuni accendigas funzionano sfruttando tale meccanismo.

## Ruolo in ecologia
Il fuoco svolge in ecologia un ruolo importante negli ecosistemi in cui si ha scarsità di piogge e in cui la vegetazione sia costituita da arbusti o erbe, in quanto riesce a decomporre in maniera rapida i vegetali, rifornendo il terreno di sostanze nutritive che non sono altrimenti disponibili in assenza di acqua.
In seguito ad un incendio, le piante mostrano una risposta differente: alcune di esse, chiamate pirofite hanno ritmi di moltiplicazione e riproduzione più veloci in concomitanza degli incendi; a tale scopo le pirofite sono andate incontro nel corso della loro evoluzione ad una serie di adattamenti, tra cui ad esempio lo sviluppo di uno spesso strato di sughero come protezione dalle fiamme; altre specie, chiamate antrofite prediligono le aree incendiate per la loro crescita.

## Applicazioni
Le applicazioni del fuoco sono numerose. Oltre al suo uso come fonte di energia, il fuoco è usato per svariati scopi, ad esempio per la cottura di cibi in cucina, come fonte di riscaldamento, come fonte luminosa, per lavorare alcuni materiali (ad esempio cottura della ceramica e fusione dei metalli), come arma bellica (armi incendiarie), in spettacoli di intrattenimento di vario genere (giocoleria col fuoco, spettacoli di mangiafuoco, fuochi d'artificio), come tecnica di deforestazione, per inviare segnalazioni e nelle operazioni di cremazione dei defunti.

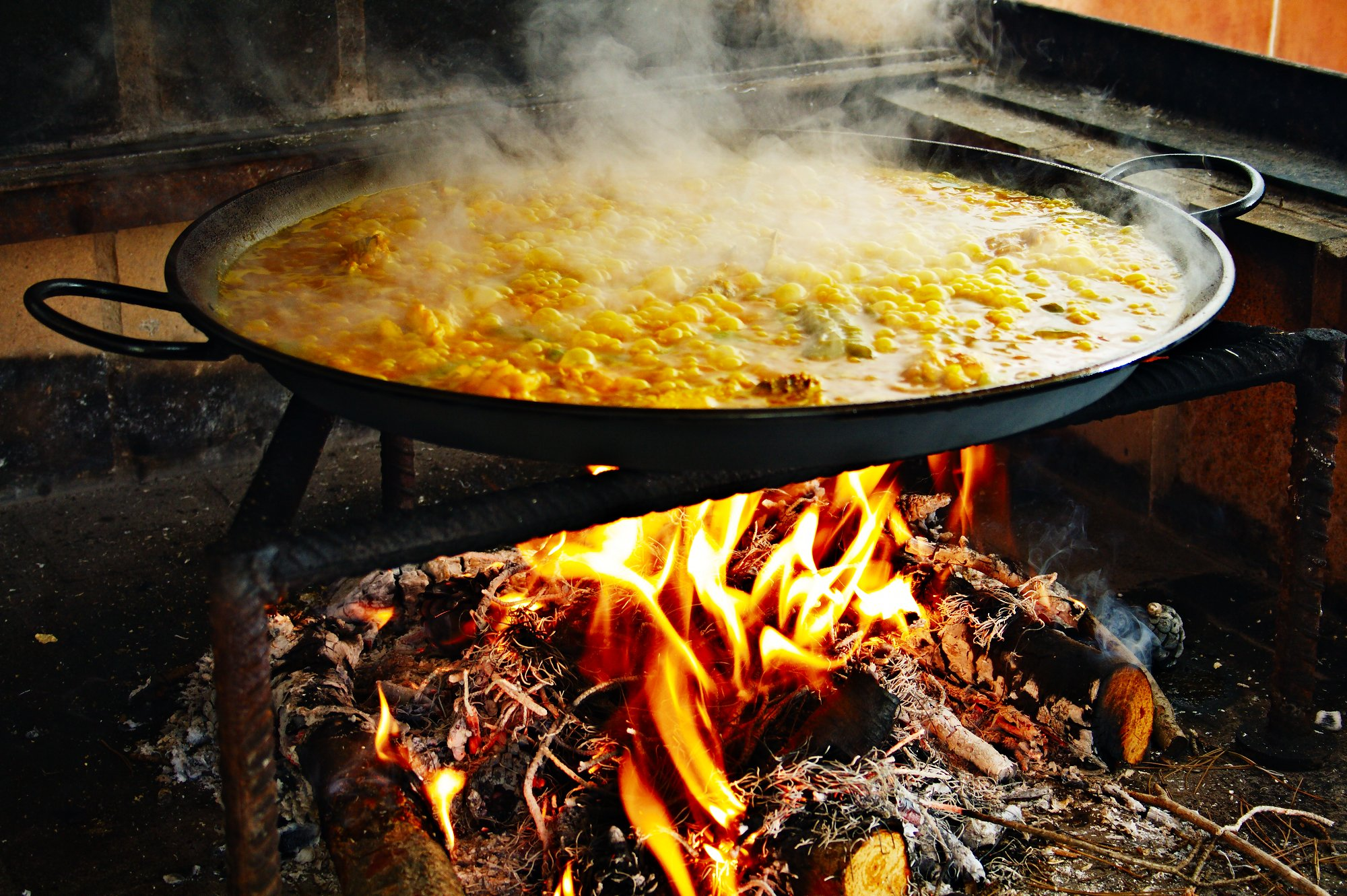
Cottura della paella su fuoco
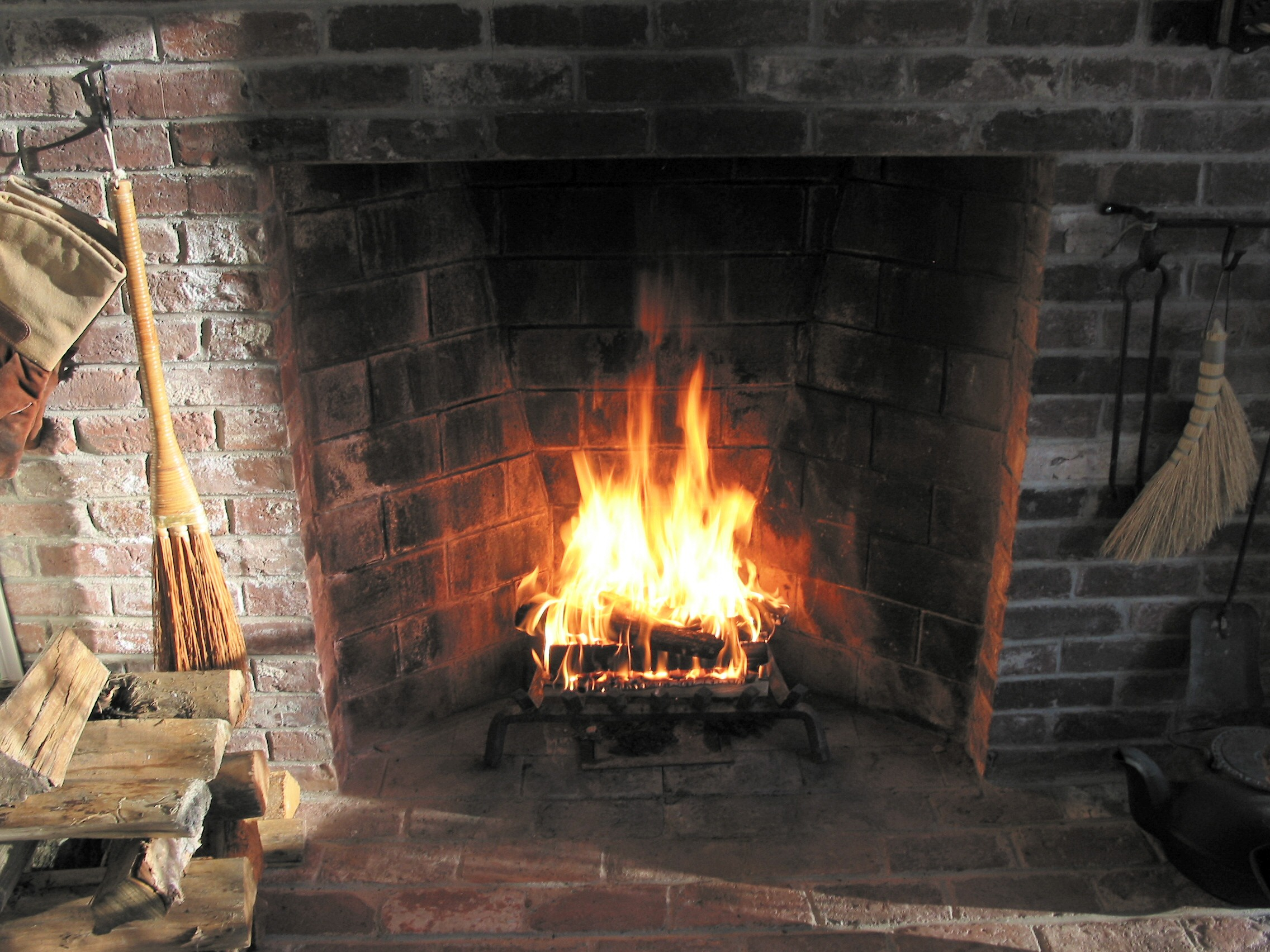
Fuoco di un camino
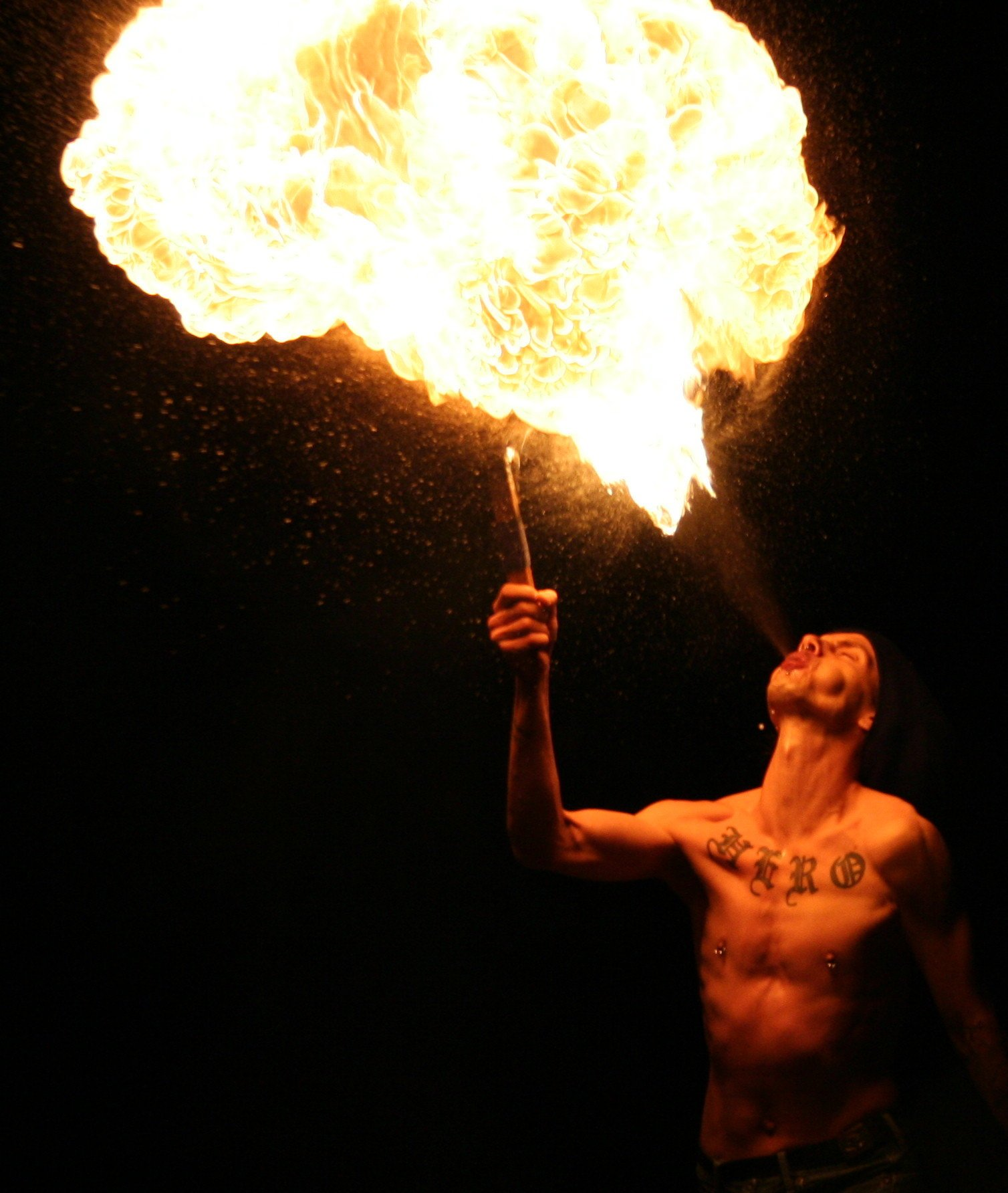
Spettacolo di un mangiafuoco
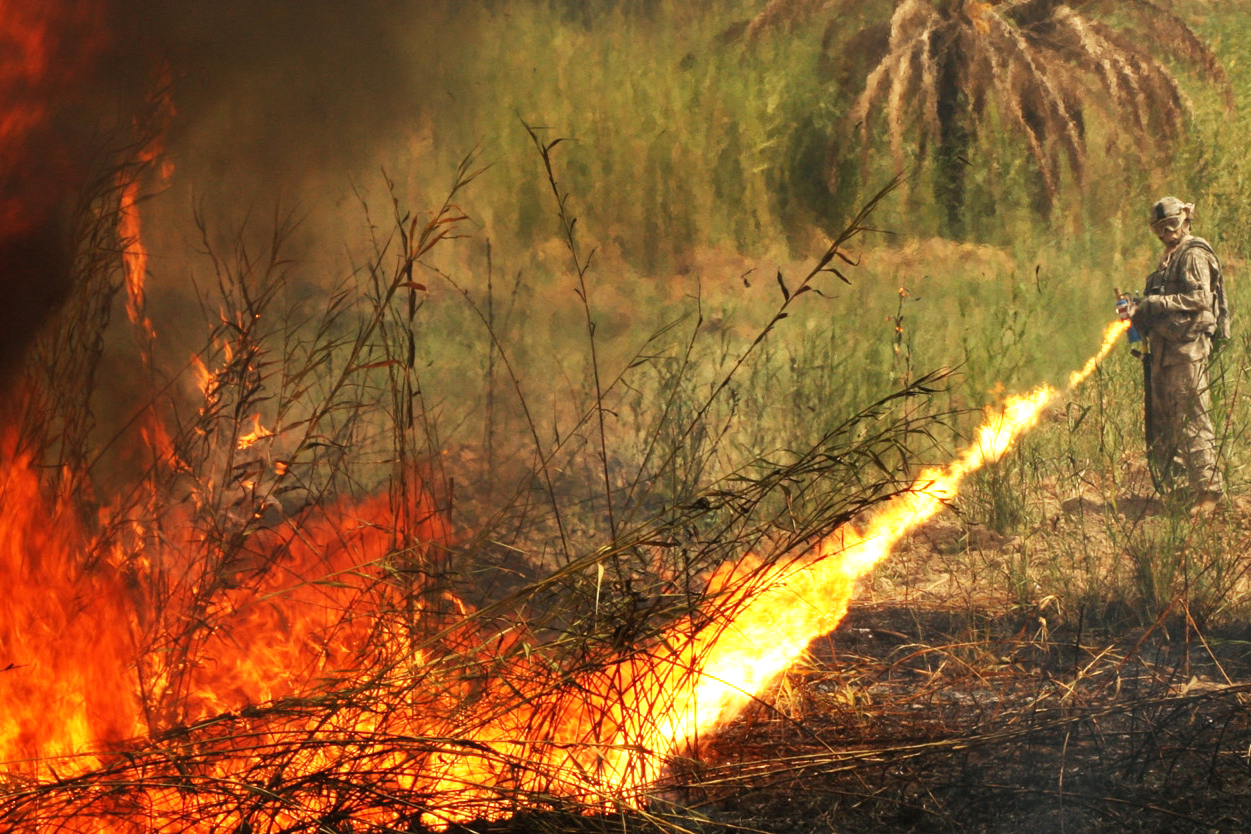
Lanciafiamme
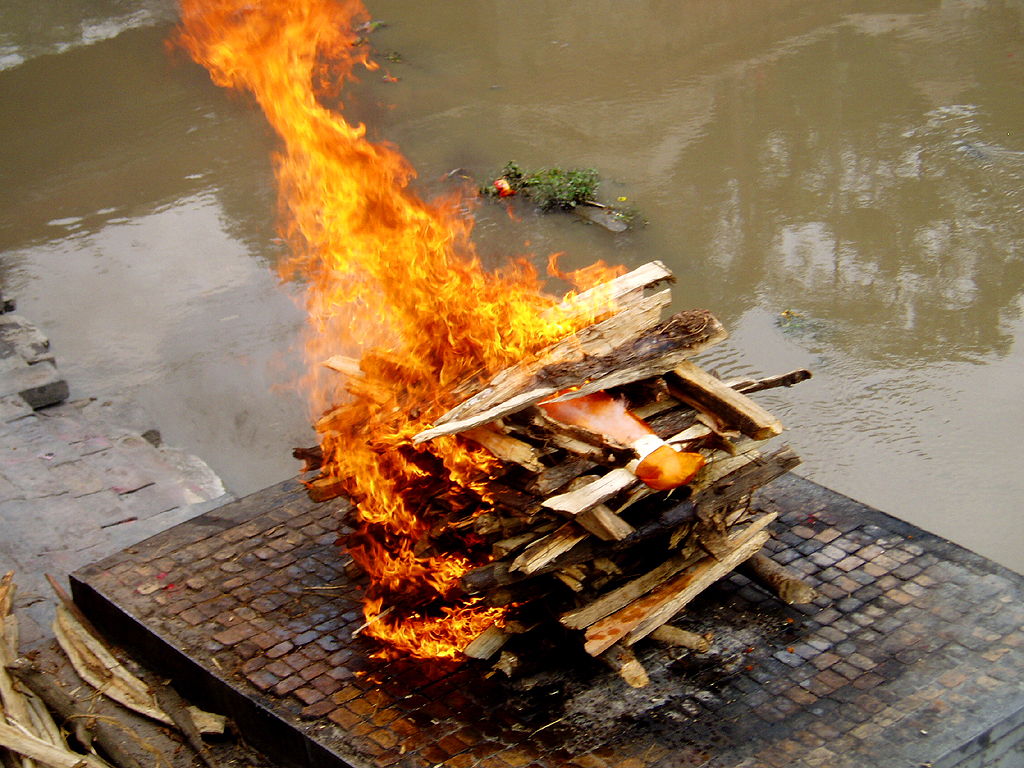
Cremazione di un defunto

## Il fuoco nella cultura
(Elias Canetti)

Simbolo alchemico utilizzato per indicare il fuoco, che rappresenta anche il principio maschile.

L'importanza che il fuoco rivestiva nella vita delle civiltà antiche e di quelle più arcaiche pare la spiegazione più ragionevole per l'enorme diffusione di miti che ne riguardano l'origine. Le problematiche dovute alla sua conservazione, la sua capacità di prodursi spontaneamente e l'apparente vita propria di cui è dotato possono altresì dare ragione della sua collocazione nell'ambito del sacro e dei conseguenti fenomeni di culto del fuoco.
Il fuoco è un elemento chiave in molti riti di passaggio, celebrazioni o feste che marcano il momento di passaggio dell'individuo, della comunità umana o del mondo da una condizione all'altra.
Il fuoco è stato inoltre uno dei quattro elementi nella filosofia greca e nella tradizione alchemica.

### Mitologia
(Plotino, Enneadi I, 6, 9)
Secondo i miti più antichi, il fuoco ha origine divina, non umana. Per questo gli uomini hanno dovuto in qualche modo "rubare" il fuoco agli dèi. Vengono riportate numerose varianti del furto del fuoco, in culture molto distanti e diverse fra loro. Questo furto viene di solito perpetrato ai danni degli dei da un essere divino o semidivino, talvolta anche con intenti malefici come nel caso di Azazel nel Libro di Enoch. Altri famosi miti riguardanti il furto del fuoco, per citare i più noti, riguardano Prometeo nella mitologia greca, Mātariśvan nel Ṛgveda.

### Sacralità e riti
Il fuoco è un elemento chiave in moltissimi riti e funzioni cultuali, nelle più diverse regioni del mondo. Basti pensare ai riti funerari, diffusi in molte parti del globo, in cui vige l'usanza di cremare i morti, o ai riti del Sacrificio, dove si bruciano le offerte confidando nella capacità del fuoco di divenire elemento mediatore nella comunicazione tra l'uomo e il divino. In molte culture il fuoco riveste anche una funzione importante in molti riti di passaggio e di purificazione.

### Culto e religioni
In alcune religioni esistono specifiche divinità strettamente collegate al culto del fuoco. Nell'antica Roma le Vestali erano incaricate di custodire all'interno del tempio la fiamma perpetua, che garantiva prosperità e sopravvivenza alla città. Nella Bibbia ricorre spesso l'analogia tra il fuoco e lo spirito di Dio.

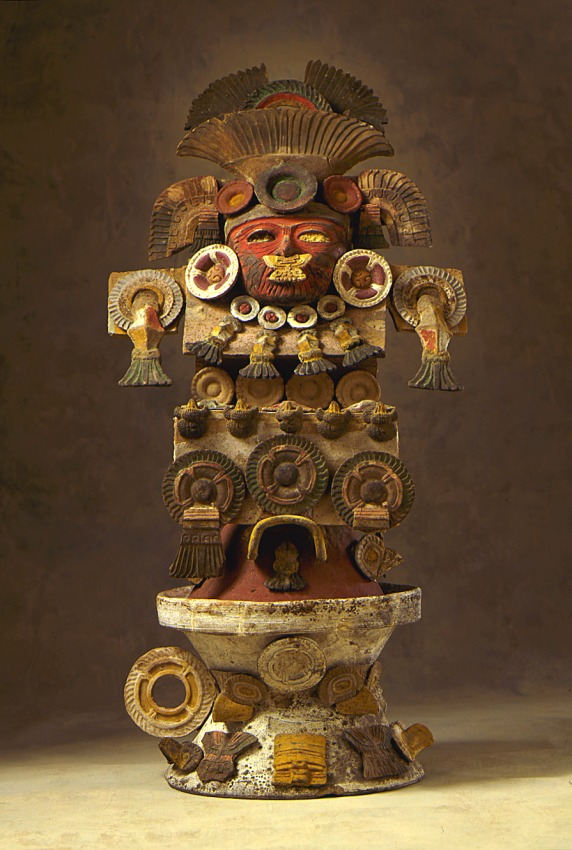
Incensiere dedicato al dio del fuoco Quetzalpapalotl (200-700 a.D., Teotihuacán, Messico)
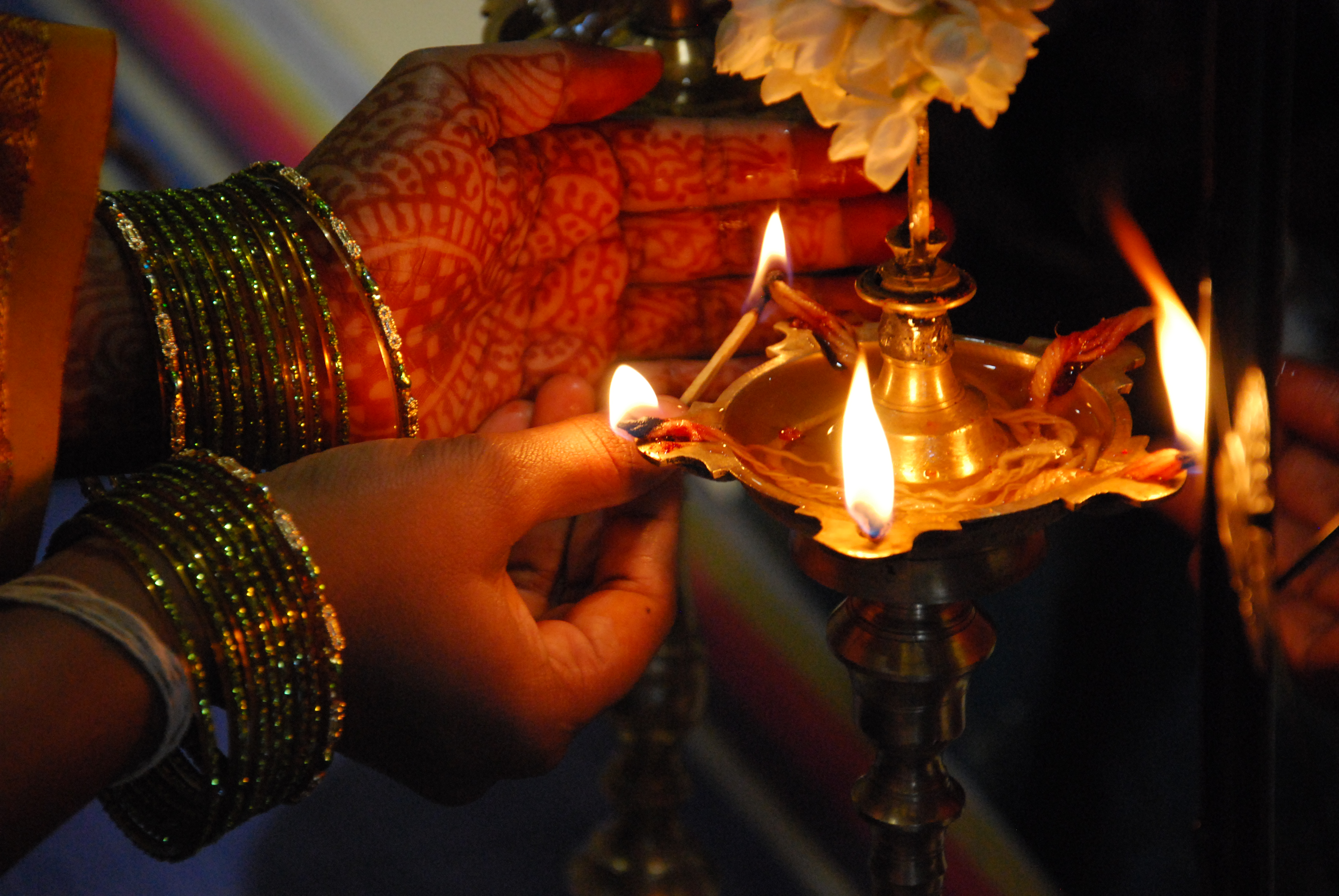
Lampada a olio utilizzata durante una cerimonia induista
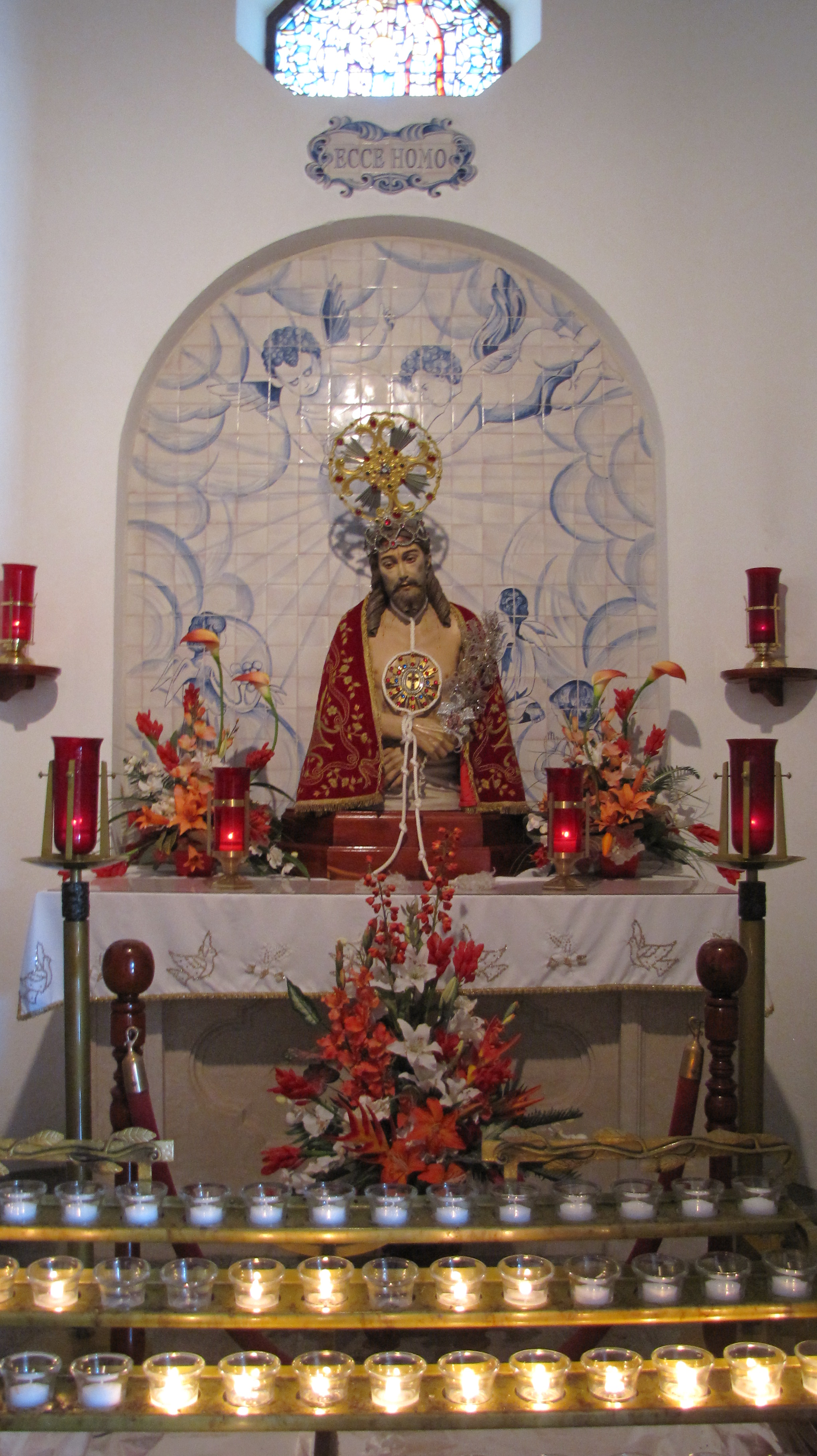
Candele votive in una chiesa cattolica nelle Bermuda

#### Festività legate al fuoco in Europa
Sono numerose le festività legate al fuoco in Europa: fuochi di quaresima, fuochi pasquali, fuochi di Beltane, fuochi di mezza estate o di San Giovanni, fuochi di Sant'Antonio abate, nei pressi di Napoli, fuochi della vigilia di Ognissanti, fuochi del solstizio d'inverno. Esse rappresentano spesso un richiamo alla posizione della Terra rispetto al Sole in quanto coincidono con i due punti di mutamento del suo corso attraverso il cielo, quando esso raggiunge rispettivamente la sua più alta e la sua più bassa elevazione meridiana in occasione del solstizio d'estate e d'inverno. Tali festività hanno anche però una valenza purificatoria.

## Impatto climatico e sull'ambiente

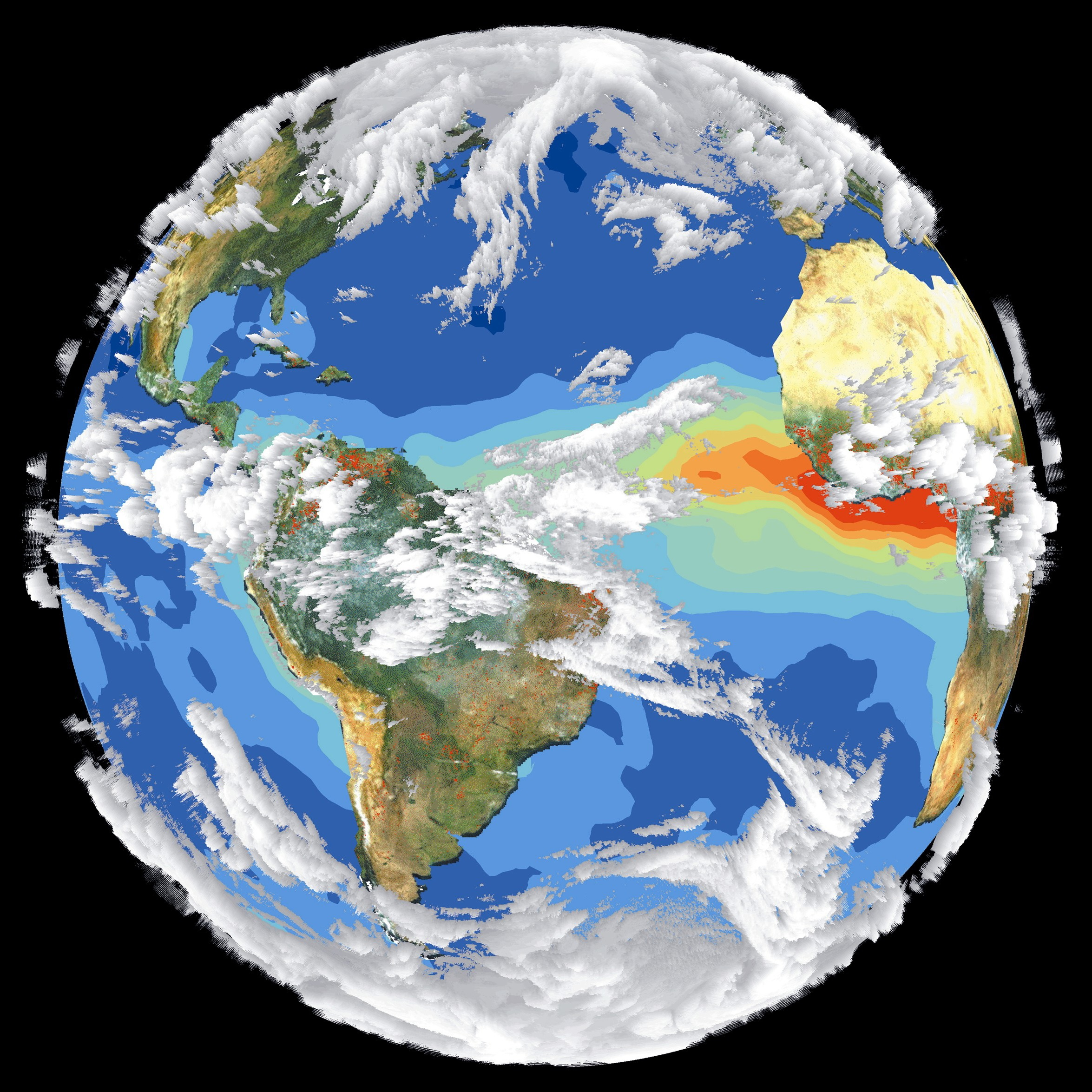
Immagini della NASA (1997) che mostrano l'interrelazione tra clima e fuoco. I fuochi attivi sono rappresentati da punti rossi.

Gli adattamenti al fuoco sono tratti della storia della vita di piante e animali che li aiutano a sopravvivere agli incendi o a utilizzare le risorse create dagli incendi. Questi tratti possono aiutare piante e animali ad aumentare i loro tassi di sopravvivenza durante un incendio e/o a riprodurre la prole dopo un incendio. Sia le piante che gli animali hanno strategie multiple per sopravvivere e riprodursi dopo un incendio.
L'ecologia del fuoco è una disciplina scientifica che si occupa dei processi naturali che coinvolgono il fuoco in un ecosistema e gli effetti ecologici, le interazioni tra il fuoco e le componenti abiotiche e biotiche di un ecosistema e il ruolo come processo eco-sistemico. Molti ecosistemi, in particolare praterie, savane, chaparral e foreste di conifere, si sono evoluti con il fuoco come contributo essenziale alla vitalità e al rinnovamento dell'habitat. Molte specie vegetali in ambienti colpiti dal fuoco richiedono il fuoco per germogliare, stabilirsi o riprodursi. La soppressione degli incendi non solo elimina queste specie, ma anche gli animali che dipendono da esse.
Un regime di incendio è il modello, la frequenza e l'intensità degli incendi boschivi e degli incendi che prevalgono in un'area per lunghi periodi di tempo. È parte integrante dell'ecologia del fuoco e del rinnovamento di alcuni tipi di ecosistemi. Un regime di incendio descrive i modelli spaziali e temporali e gli impatti eco-sistemici del fuoco sul paesaggio e fornisce un approccio integrativo per identificare gli impatti del fuoco a livello di ecosistema o paesaggio. Se gli incendi sono troppo frequenti, le piante possono essere uccise prima che siano maturate o prima che abbiano deposto semi sufficienti per garantire il recupero della popolazione. Se gli incendi sono troppo rari, le piante possono maturare, nascere e morire senza mai rilasciare il proprio seme.
Il cambiamento climatico e gli incendi colposi e dolosi provocati da umani sono responsabili dell'alterazione dei regimi di incendio danneggiando la flora e la fauna dell'ambiente.
Uno studio nel sud-est dell'Australia ha rilevato che le diffuse perdite di cenere di montagna (arbusti o alberi del genere Sorbus della famiglia delle Rosaceae) a seguito di stagioni prolungate di incendi hanno bruciato l'87% della gamma di specie. Le successive bruciature di cenere di montagna non ancora maturate hanno portato al completo fallimento della rigenerazione e alla conversione della copertura forestale in arbusti e praterie.
Un esempio di specie invasiva che ha cambiato il regime del fuoco nel Nord America occidentale è dato dal Bromus tectorum. Gli intervalli storici di incendi nella Snake River Plain erano di 60–110 anni, ma successivamente, a causa della presenza di Bromus tectorum, brucia ogni 5 anni. Tale pianta è una fonte continua di carburante, modificando così le caratteristiche del carburante stesso dell'ecosistema. Gli incendi troppo frequenti rendono quindi difficile il completo recupero della vegetazione autoctona.
Un altro esempio di specie invasive che influenzano i regimi di incendio è dato dalla diffusione dell'albero del pepe brasiliano (Schinus terebinthifolia) sulle comunità vegetali autoctone. Il pepe brasiliano può creare un sottobosco umido e ombreggiato e ridurre i carichi di combustibile fine in aree di incendi storicamente frequenti, il che quindi aumenta l'intervallo di ritorno del fuoco, influenzando così negativamente la comunità vegetale adattata al fuoco stesso.
L'ecologia del restauro (o restauro ecologico) è il nome dato al tentativo di invertire o mitigare alcuni dei cambiamenti che gli esseri umani hanno causato a un ecosistema. La combustione controllata (il cosiddetto fuoco prescritto) è uno strumento che sta attualmente ricevendo notevole attenzione come mezzo di ripristino e gestione. L'applicazione del fuoco a un ecosistema può creare habitat per specie che sono state influenzate negativamente dalla soppressione del fuoco, oppure il fuoco può essere utilizzato come un modo per controllare le specie invasive senza ricorrere a erbicidi o pesticidi. L'uso del fuoco dei nativi americani, non degli incendi naturali, ha storicamente mantenuto ad esempio la diversità delle savane del Nord America.